# 666 (musikalbum)
666 är ett livealbum av bandet Billy Talent, innehållande en CD och en DVD. Det gavs ut 2007 och vann en Juno Award för årets musik-dvd.
Den första skivan innehåller filmupptagningar från konserter på Brixton Academy i London, Phillipshalle i Düsseldorf och Rock am Ring-festivalen i Nürburg, medan den andra innehåller hela Düsseldorf-konserten i ljudformat.

## Låtlista

### DVD
1. "This Is How It Goes"
2. "Devil in a Midnight Mass"
3. "This Suffering"
4. "Standing in the Rain"
5. "Navy Song"
6. "Worker Bees"
7. "Line & Sinker"
8. "The Ex"
9. "Surrender"
10. "Prisoners of Today"
11. "River Below"
12. "Red Flag"
13. "Perfect World"
14. "Sympathy"
15. "Try Honesty"
16. "Nothing To Lose"
17. "Fallen Leaves"
18. "Red Flag"

### CD
1. "This Is How It Goes"
2. "Devil in a Midnight Mass"
3. "This Suffering"
4. "Line & Sinker"
5. "Standing in the Rain"
6. "The Navy Song"
7. "Worker Bees"
8. "The Ex"
9. "Surrender"
10. "Prisoners of Today"
11. "River Below"
12. "Perfect World"
13. "Sympathy"
14. "Try Honesty"
15. "Nothing to Lose"
16. "Fallen Leaves"
17. "Red Flag"